# Shirley Thomas
Shirley Anne Thomas, po mężu Burgess (ur. 15 czerwca 1963 w Lambeth w Londynie) – brytyjska lekkoatletka specjalizująca się w biegach sprinterskich, uczestniczka letnich igrzysk olimpijskich w Los Angeles (1984).

## Sukcesy sportowe
- trzykrotna medalistka mistrzostw Wielkiej Brytanii w biegu na 100 metrów – srebrna (1984) oraz dwukrotnie brązowa (1982, 1983)[1]
- dwukrotna medalistka mistrzostw Wielkiej Brytanii w biegu na 200 metrów – srebrna (1982) oraz brązowa (1984)[1]
- brązowa medalistka mistrzostw Anglii w biegu na 100 metrów (1981)[2]
- dwukrotna medalistka halowych mistrzostw Anglii w biegu na 60 metrów – srebrna (1983) oraz brązowa (1985)[3]

| Rok  | Miasto   | Zawody                      | Konkurencja        | Wynik         |
| ---- | -------- | --------------------------- | ------------------ | ------------- |
| 1981 | Utrecht  | mistrzostwa Europy juniorów | bieg na 100 m      | srebrny medal |
| 1982 | Ateny    | mistrzostwa Europy          | sztafeta 4 x 100 m | srebrny medal |
| 1983 | Helsinki | mistrzostwa świata          | sztafeta 4 x 100 m | srebrny medal |

## Rekordy życiowe
- bieg na 100 metrów – 11,31 – Londyn 03/07/1983